# 유수부
유수부(留守府)는 고려와 조선 시대에 옛 도읍지나 행행지 및 군사적인 요지에 설치되었던 행정 기관으로 부 가운데 유수(留守, 종2~정2품)가 우두머리로 있는 곳을 가리킨다. 조선 시대에는 강화·개성·수원(화성)·광주(廣州) 등에 설치되었다.
도읍지인 한성부를 제외한 지방 관직은 인사 행정에 있어 외관직(外官職, 지방 관직)으로 분류되나, 유수부는 경관직(京官職, 중앙 관직)으로 운영하였다. 또 유수는 관직에 설정된 2품 품계보다 높은 관원이 부임하는 경우가 있었는데, 특히 수원유수, 광주유수는 의정부의 정1품 영의정, 좌의정, 우의정을 지낸 인물을 임명하기도 하였다. 대표적인 예가 1788년(정조 12년)에 우의정, 1790년(정조 14년)에 좌의정을 거쳐 1793년(정조 17년)에 영의정에 임명되었다가 초대 화성유수(수원유수)가 된 채제공(蔡濟恭)이다.

## 주요 연혁
- 1438년(세종 20년) 10월, 개성부(유후사)를 개성유수부로 개편[2]
- 1627년(인조 5년) 4월, 강화부(부윤)를 강화유수부로 승격[3][4]
- 1638년(숙종 9년) 1월, 광주목을 광주유수부로 승격 (남한산성 수어사 혁파)[5]
- 1793년(정조 17년) 1월, 수원도호부를 정2품 화성유수부로 개칭 승격[6]
- 1795년(정조 19년) 8월, 광주목을 정2품 광주유수부로 재승격[7]
- 1888년(고종 25년) 4월, 춘천도호부를 춘천유수부로 승격[8]